# Кирилов Максим Миколайович
Макси́м Микола́йович Кири́лов — полковник СБУ.

## Нагороди
За особисту мужність і героїзм, виявлені у захисті державного суверенітету та територіальної цілісності України, вірність військовій присязі під час бойових дій та при виконанні службових обов'язків, відзначений — нагороджений
- 13 серпня 2015 року — орденом За мужність ІІІ ступеня.
- Орден «За мужність» II ступеня[1]